# Соболь Микола Олександрович (депутат ВР УРСР)
Микола Олександрович Соболь (нар. 24 червня 1948, село Чишки, тепер Пустомитівського району Львівської області — 6 квітня 2013, місто Львів) — український радянський діяч, бригадир наладчиків Львівського автобусного заводу. Депутат Верховної Ради УРСР 11-го скликання.

## Біографія
Освіта середня. З 1960 року проживав у місті Винники Львівської області.
У 1966—1967 роках — слюсар Львівського автобусного заводу.
У 1967—1969 роках — служба в Радянській армії.
З 1969 року — слюсар, бригадир наладчиків Львівського автобусного заводу імені 50-річчя СРСР.
Член КПРС з 1974 року.
Потім — на пенсії у місті Львові. Похований на старому Винниківському цвинтарі.

## Нагороди
- ордени
- медалі
- лауреат Державної премії СРСР
- лауреат премії Ленінського комсомолу